# Portrait of an American Family
Albums de Marilyn Manson
Smells Like Children
(1995)
Singles
1. Get Your Gunn
Sortie : 9 juin 1994
2. Lunchbox
Sortie : 6 février 1995
3. Dope Hat
Sortie : 1995

Portrait of an American Family est le 1er album studio du groupe Marilyn Manson, sorti le 19 juillet 1994.

## Album

### Genèse et enregistrement
Les enregistrements du premier album studio du groupe débutent en juillet 1993 avec le producteur Roli Mosimann dans les Studios Criteria à Miami en Floride. Sont enregistrées une sélection de nouvelles chansons, ainsi que des versions retravaillées des chansons du répertoire des Spooky Kids. Cet ensemble de chansons est connu sous le nom du Manson Family Album, dont le morceau Snake Eyes and Sissies aurait été le single. Mais le groupe n'est pas satisfait de cette version, et la production est abandonnée pendant quelques mois.
Après avoir convaincu Trent Reznor de produire l'album à la place de Roli Mosimann, le projet reprend en octobre 1993, et les chansons sont retravaillées et réenregistrées dans plusieurs studios de Los Angeles, dont la maison du 10050 Cielo Dr. (où ont eu lieu les meurtres de Sharon Tate et de ses amis en 1969) transformée en Studio d'enregistrement par Reznor, jusqu'à la version finale de Portrait of an American Family. La chanson Snakes Eyes and Sissies ne sortira jamais sous forme de single, et Roli Mosimann sera crédité comme technicien sur l'album, sans mention de son travail de production.

### Thématiques
Les thèmes abordés dans les différentes chansons se rapportent, comme le nom de l'album l'indique, à l'environnement culturel et sociétal dans lequel les enfants américains nés dans les années 1960 ont grandi. 
On peut citer :
- le 1er single de l'album, Lunchbox, qui se rapporte à la législation de 1972 interdisant aux enfants d'apporter des boîtes à goûter en métal à l'école car dangereuses en cas de bagarre ;
- le clip de Dope Hat qui reprend l'univers de Charlie et la Chocolaterie où Manson incarne une parodie du personnage de Willy Wonka ;
- le morceau Get Your Gunn, qui fait référence à l'assassinat du Dr David Gunn (en) par un militant anti-avortement le 10 mars 1993 à Pensacola en Floride ;
- le morceau Wrapped in Plastic, qui se rapporte à l'épisode pilote de Twin Peaks de David Lynch où le cadavre du personnage de Laura Palmer apparaît nu et enveloppé dans du plastique ;
- le morceau Misery Machine, dont le titre est une référence explicite à l'univers de Scooby-Doo, dont le van (Mystery Van en français) s'appelle The Mystery Machine.

Comme la plupart des albums de Manson, il s'agit néanmoins de mettre en évidence en quoi cet environnement social et culturel était subversif et violent, et en quoi le dissimuler aux enfants sous des univers de fiction à la morale simpliste est plus néfaste que protecteur[réf. nécessaire]. Ce propos peut être résumé par la citation du morceau Dogma inscrite sur le disque : You cannot sedate all the things you hate (litt. : tu ne peux pas mettre sous calmant toutes les choses que tu détestes).

### Autres références culturelles
Toutes les chansons de l'album comprennent des extraits audios de diverses œuvres culturelles.
On peut citer :
- le poème dans Introduction - Prelude (The Family Trip) qui est un extrait du livre Charlie et la Chocolaterie de Roald Dahl ; d'ailleurs, le logo du nom du groupe à l'époque ainsi que l'univers de Smells Like Children reprennent les codes graphiques de l'adaptation cinématographique de 1971 du roman ;
- Les mots "Go on and smile, you cunt!" au début de Cake and Sodomy, prononcés par Marlon Brando et extraits du film Le Dernier Tango à Paris de Bernardo Bertolucci ;
- la phrase "I bring you fire!" dans le morceau Lunchbox, extraite de la chanson Fire de The Crazy World of Arthur Brown ;
- les mots "Lollipops for the kiddie winkies" dans le morceau Organ Grinder, prononcés par le personnage du Receveur d'enfants du film Chitty Chitty Bang Bang de Ken Hughes ;
- le début du morceau Cyclops, où on peut entendre un extrait ralenti et déformé de Poltergeist 2 de Brian Gibson ;
- un extrait audio d'une foule qui murmure et d'un coup de feu dans Get Your Gunn, après le troisième couplet ; il s'agit du son de la conférence de presse où l'homme politique Budd Dwyer s'est suicidé devant la foule ;
- un extrait du film Pink Flamingos de John Waters dans le morceau Dogma, avec la réplique "Burn, you fucker!" du personnage joué par Mink Stole ;
- au début du morceau Snakes Eyes and Sissies, la citation du tueur en série Richard Ramirez lors d'une audience : "Killing is killing, whether done for duty, profit or fun" ;
- les nombreuses références à l'album du tueur en série Charles Manson LIE: The Love & Terror Cult, notamment dans le morceau My Monkey qui contient des phrases de ses chansons et des extraits d'interviews.

## Tournées
Pour sa première tournée, Marilyn Manson rejoint le Self Destruct Tour de Nine Inch Nails ; le groupe en assure alors la première partie du 24 avril 1994 au 11 décembre 1994.
Marilyn Manson continuera de tourner dès le 27 décembre 1994 avec une tournée au nom de l'album, Portrait of an American Family Tour, qui s'achèvera le 11 mars 1995. Pendant ces concerts, le décor de la scène est aménagé comme le salon représenté sur l'illustration de la pochette de l'album.

## Liste des titres
Toutes les paroles sont écrites par Marilyn Manson, à l'exception de la piste 1 Prelude (The Family Trip), extraite de Charlie et la Chocolaterie, et de la piste 12 My Monkey qui contient des paroles écrites par Charles Manson.
| No  | Titre                                                      | Musique                 | Durée |
| --- | ---------------------------------------------------------- | ----------------------- | ----- |
| 1.  | Introduction - Prelude (The Family Trip)                   | Marilyn Manson, Gacy    | 1:20  |
| 2.  | Cake and Sodomy                                            | Berkowitz               | 3:46  |
| 3.  | Lunchbox                                                   | Berkowitz, Gein         | 4:32  |
| 4.  | Organ Grinder                                              | Gein, Berkowitz         | 4:22  |
| 5.  | Cyclops                                                    | Berkowitz, Gein, Gacy   | 3:32  |
| 6.  | Dope Hat                                                   | Manson, Berkowitz, Gacy | 4:22  |
| 7.  | Get Your Gunn                                              | Berkowitz, Gein         | 3:18  |
| 8.  | Wrapped in Plastic                                         | Berkowitz               | 5:35  |
| 9.  | Dogma                                                      | Berkowitz               | 3:23  |
| 10. | Sweet Tooth                                                | Gacy, Gein              | 5:03  |
| 11. | Snake Eyes and Sissies                                     | Gacy, Berkowitz, Gein   | 4:07  |
| 12. | My Monkey                                                  | Berkowitz               | 4:30  |
| 13. | Misery Machine (la chanson en elle-même se termine à 5:03) | Gein, Berkowitz, Gacy   | 13:10 |

## Composition du groupe
- Marilyn Manson — chants, cuivres
- Daisy Berkowitz — guitare, guitare acoustique
- Madonna Wayne Gacy — orgue, orgue Hammond, saxophone, thérémine, cuivres, effets sonores
- Sara Lee Lucas — batterie, effets sonores
- Gidget Gein — basse
- Twiggy Ramirez — basse

### Autres participations
- Trent Reznor — producteur exécutif
- Sean Beavan — assistant producteur, monteur, mixeur
- Alan Moulder —  assistant producteur, technicien, monteur
- Charlie Clouser — tambour, tambours africains
- Chris Vrenna — percussion
- Robin Finck — clavier  non crédité sur l'album, mais Manson a confirmé sa participation
- Roli Mosimann — technicien
- Gary Talpas — designer